# Catasto delle frequenze
Il catasto delle frequenze è una iniziativa inizialmente intrapresa congiuntamente dall'Autorità per le garanzie nelle comunicazioni e dal Ministero delle comunicazioni italiane a fine 2006 per disciplinare la situazione esistente di fatto nell'ambito delle frequenze radiotelevisive.
L'Autorità per le garanzie nelle comunicazioni nel gennaio 2009 ha attivato un apposito sistema informatico accessibile via web. Le frequenze utilizzabili per le trasmissioni radiotelevisive via etere sono in numero finito e limitato.

## Storia

### Il secondo dopoguerra e le emittenti private
A partire dal secondo dopoguerra in Italia all'affermarsi della televisione come rilevante mezzo di comunicazione di massa, la maggior parte dei paesi dell'Europa occidentale (a differenza, ad esempio, del sistema televisivo statunitense) propendeva per sostenere che la limitatezza dei canali utilizzabili per le trasmissioni televisive giustificassero il regime di monopolio pubblico. La Corte Costituzionale italiana nel 1960 ribadiva che sarebbe stato eccessivamente pericoloso concedere ai privati l'uso delle frequenze via etere, perché avrebbero potuto esercitare pressioni indebite sull'opinione pubblica, mentre, a differenza ad esempio della carta stampata, l'accesso non sarebbe potuto essere garantito a tutti.
I fautori di una televisione libera riuscirono a cogliere il punto debole di tale ragionamento: si stava diffondendo la possibilità tecnica di trasmettere via cavo coassiale e le affermazioni della limitatezza dell'etere nulla avrebbero avuto a che spartire. Nel 1971 un gruppo di appassionati fondò a Biella la televisione Telebiella, che si riprometteva di trasmettere via cavo. Il motivo per ricorrere alla Corte Costituzionale fu volutamente ricercato: il pretore di Biella investito del ricorso contro le sanzioni a Giuseppe Sacchi, proprietario di Telebiella, sollevò la questione di legittimità costituzionale e si arrivò alla storica sentenza n. 226 del 1974, che portò alla liberalizzazione delle trasmissioni televisive private.

### Dai "decreti Berlusconi" al disegno di legge Gentiloni
Una prima azione per la regolamentazione del settore venne tentata con la legge 4 febbraio 1985, n. 10, che operò il primo censimento ufficiale delle frequenze occupate anteriormente alla data del 1º ottobre 1984. Nel 1990, con la legge Mammì, venne ripetuto il censimento delle radiofrequenze, cristallizzando di fatto la situazione esistente.
Durante il governo Prodi II, il disegno di legge del ministro delle comunicazioni Paolo Gentiloni prevedeva il passaggio al digitale di una rete Rai e di una rete Mediaset che però non si è mai verificato per via dell'attuazione del programma di switch-off nazionale di tutte le reti analogiche già completato per alcune regioni. Nel disegno di legge venivano anche affrontati altri temi, come il tetto alla pubblicità e la riforma dell'Auditel che non doveva essere più strumento di parte, ma organismo aperto al controllo di tutte le parti.
L'Autorità per le garanzie nelle comunicazioni ha prodotto il 30 aprile 1998 un Piano delle frequenze accompagnato dalla relativa relazione.

### L'avvio delle rilevazioni del catasto
Con provvedimento dell'agosto del 2006 l'Autorità per le garanzie nelle comunicazioni, con sede a Napoli, ha cominciato in concreto l'attività di rilevazione dati, rendendo disponibile in rete il Manuale esplicativo del software per l'acquisizione dei dati amministrativi concernenti le imprese radiotelevisive e dei dati tecnici concernenti le stazioni di:
- radiodiffusione televisiva analogica (TA0);
- radiodiffusione televisiva digitale (TD1);
- radiodiffusione sonora digitale (RD1).

Ancora una volta è l'autorità amministrativa a inseguire una realtà fattuale, ormai sostanzialmente stabilizzata, ma che ha avuto origine non da atti di concessione, ma da una serie di colpi di mano. Obiettivamente la "fotografia" di un sistema così composito è parsa anche ai commentatori, l'unica strada percorribile. In occasione del Radio-TF Torum  il Garante ha annunciato l'invio di un questionario per chiedere ai fruitori dell'etere di aiutare a "fotografare" la complessa situazione esistente. Durante lo stesso Forum sono emerse le diverse posizioni delle Tv locali, ribadite, poi dai dibattiti del Convegno di Desenzano del Garda "Dalla televisione digitale al tivufonino".
Fino al giugno 2007, data in cui il ministero ha comunicato che è stato completato il database unico delle frequenze televisive nazionali, i dati ufficiali presentavano imprecisioni e incongruenze causate da problemi come discontinuità degli aggiornamenti a seguito di autorizzazioni, modifiche relative a impianti, cessioni di reti tra operatori.

## Gli ispettorati territoriali
Presso il Ministero delle comunicazioni sono costituiti gli Ispettorati Territoriali con compiti molto vasti in termini di assegnazione delle frequenze.
La mancanza di regolamentazione che caratterizza il settore dagli inizi delle TV libere e che ha avuto il massimo esempio del caso di Retequattro, impedisce di ritenere che la situazione attuale pur stabilizzata, sia frutto di decisioni della pubblica amministrazione italiana.